# Een mens wil op de vrijdagavond wel eens even zitten en een beetje lachen want er is al genoeg ellende op de wereld
Een mens wil op de vrijdagavond wel eens even zitten en een beetje lachen want er is al genoeg ellende op de wereld, meestal afgekort tot Een mens wil..., was een programma van de AVRO dat vanaf het najaar van 1974 eenmaal per maand werd uitgezonden. Het programma werd gepresenteerd door de van de VARA overgestapte Mies Bouwman en geproduceerd door Fred Oster en Leen Timp.
Oorspronkelijk zou het programma op zaterdagavond worden uitgezonden onder de titel Een mens wil op de zaterdagavond wel eens even zitten en een beetje lachen want er is al genoeg ellende op de wereld, maar omdat de KRO op haar vaste zaterdagavond ook een amusementsprogramma uitzond (Bingo, met dj Tony Berk) en de AVRO maar eenmaal per maand op zaterdag een wisselavond had en daarbij de omroep met de vaste avond voorrang had bij gelijksoortige programma's, maakte de KRO bezwaar. De Programma Coördinatiecommissie van de NOS moest eraan te pas komen en pas een kwartier voor de live uitzending werd duidelijk dat het programma noodgedwongen naar de vrijdagavond moest verhuizen. Saillant detail daarbij was dat Bingo later vanwege tegenvallende kijkcijfers weer verdween.
De optredens in het programma, dat destijds dé opvolger van Eén van de acht moest worden waarvan de laatste aflevering werd uitgezonden op 2 juni 1973, kwamen voort uit wensen die kijkers konden insturen. Hierbij konden ook de kijkers zelf een optreden verzorgen en zo was er onder meer een optreden van een aantal kijkers die de Osmond Brothers imiteerden en was er een cast van The Hammonds.
Ook was de variétéact te zien van de heer Van der Steen als de-man-met-het-derde-been. Verder wilde een leraar eens professioneel tapdansen, trad er een aanvraagster op in een illusionistennummer van Frederiek en Marqiet en kon er gedanst worden met Daphine en Deborah samen met de Kesslerzusjes. Ook bezong een koor uit Drenthe zijn dorp, wist een bolleboos 1000 winkelartikelen in 3 minuten op te dreunen en zong een vrouw vergezeld door haar hondje een liedje over een circus.
Daarnaast waren er verzoeken om toneelstukjes te mogen spelen met bekende Nederlanders. Zo speelde Joop Doderer de butler James in Dinner for One. Piet Bambergen en René van Vooren speelden met medewerking van Jules Croiset Een dag uit het leven van ridder Dagobert en ook met Albert Mol kon een toneelstukje worden gespeeld. Verder zong Kojak en weigerde David Carradine (Kung Fu) te vechten tegen een judoka omdat hij zeer vredelievend zou zijn.
Het programma had sterke gelijkenis met de latere Playbackshow maar ook met Mooi! Weer de Leeuw en Wedden, dat..? Toch sloeg het programma niet voldoende aan en overwoog de AVRO om ermee te stoppen omdat men onvoldoende wensen kreeg toegestuurd.
Nadat de uitzending van december 1975 niet doorging vanwege de treinkaping bij Wijster en er onvoldoende nieuwe wensen binnen kwamen om een nieuw programma mee te vullen besloot men in de uitzending van januari 1976 nog eens Eén van de acht te spelen. Dat was ook de meest ingestuurde wens. Dit was een groot succes en zodoende werd vanaf februari 1976 weer een aantal afleveringen van Een van de acht uitgezonden en verdween het programma Een mens wil....
Andermans Veren ·
Atlas ·
Babbelonië ·
BankGiro Loterij Restauratie ·
Blik op de weg ·
Bloedverwanten ·
Buitenhof** ·
Dag Juf, tot morgen ·
De Astronautjes ·
De Bereboot ·
De Brekers ·
De Droomshow ·
De Sleutels van Fort Boyard ·
De tiende van Tijl ·
De Troon ·
Die is de mol! ·
EenVandaag* ·
Een mens wil... ·
Eén van de acht ·
Expeditie Poolcirkel*** ·
Fort Boyard ·
Gouden Televizier-Ring Gala ·
Hoe heurt het eigenlijk? ·
In de hoofdrol ·
Join the Beat ·
Junior Eurovisiesongfestival ·
Junior Songfestival ·
Karel ·
Kinderprinsengrachtconcert ·
Koefnoen ·
Kom er maar eens achter ·
Lawaaipapegaai ·
Mag ik u kussen? ·
Mensen zoals jij en ik ·
Missers! ·
Nederland in Beweging!**** ·
Ontdek je plekje ·
Op de Bon ·
Op zoek naar Danny & Sandy ·
Op zoek naar Evita ·
Op zoek naar Joseph ·
Op zoek naar Maria ·
Op zoek naar Mary Poppins ·
Op zoek naar Zorro ·
Opium ·
Opsporing Verzocht ·
Prinsengrachtconcert ·
Service Salon ·
Sterrenjacht ·
Sterrenslag ·
Stuif es in ·
Telebingo ·
Televizier ·
The Phone ·
Toppop3 ·
Tussen Kunst & Kitsch ·
Vinger aan de Pols ·
We gaan nog niet naar huis ·
Wedden dat..? ·
Wie-kent-kwis ·
Wie is de Mol? ·
Wie is de Mol? Junior ·
Wordt Vervolgd
* In samenwerking met de TROS
** In samenwerking met VARA en VPRO
*** Dit programma is overgegaan naar RTL 5
**** Dit programma is overgegaan naar MAX